# Cantonul Donnemarie-Dontilly
Cantonul Donnemarie-Dontilly este un canton din arondismentul Provins, departamentul Seine-et-Marne, regiunea Île-de-France , Franța.

## Comune
- Cessoy-en-Montois
- Châtenay-sur-Seine
- Coutençon
- Donnemarie-Dontilly (reședință)
- Égligny
- Gurcy-le-Châtel
- Jutigny
- Lizines
- Luisetaines
- Meigneux
- Mons-en-Montois
- Montigny-Lencoup
- Paroy
- Savins
- Sigy
- Sognolles-en-Montois
- Thénisy
- Villeneuve-les-Bordes
- Vimpelles